# 华阳新材
华阳新材料科技集团有限公司，簡稱华阳新材料科技集团，以及华阳新材料科技（英語：Huayang New Material Technology Group Company Limited）。董事長為翟红，總經理為裴西平，總部位於山西阳泉市北大街5号（邮编：045000）。煤炭资源储量较丰富，无烟煤产量高。阳煤集团煤炭资源主要分布在沁水煤田晋东矿区，在产矿井分布于山西阳泉、晋中、忻州、朔州、临汾、太原六个地市。拥有44个在产矿井，年生产能力8050万吨/年，保有储量85.6亿吨，可采储量41.5亿吨。阳煤集团无烟煤产量占全国无烟煤产量的10%以上。无烟煤成块率低，以末煤居多。
業務為國內經營煤炭外，還經營化工、铝电、建筑建材地产、装备制造、贸易服务，旗下四家上市公司，也就是阳泉煤业、山西三维、太化股份和阳煤化工。

## 历史
1950年成立阳泉矿务局。1998年改制为国有独资“阳泉煤业（集团）有限责任公司”，简称“阳煤集团”。2000年开始实施债转股完成后，股东变更为山西省国资委、信达公司和中国建设银行。
在2013年被美國財富全球500大企業排名為407位，也就是截止2012年12月31日止，營業收入為285.787亿美元，折合人民币1803亿元。
但在2013年春天，根據中國證券報資料，陽煤集團重組青岛碱业，由於過程複雜，故此失效。

## 連結
- YMJT.com.cn （页面存档备份，存于）